# ماتيوس دي أوليفيرا باربوسا
ماتيوس دي أوليفيرا باربوسا هو لاعب كرة قدم برازيلي في مركز الوسط، ولد في 18 مايو 1987 في بلدية بونتي نوفا في البرازيل. لعب مع نادي الاتفاق ونادي باهيا ونادي فاسكو دا غاما ونادي كريسيوما.